# أريغارون أليف الجبال
أريغارون أليف الجبال (الاسم العلمي:Erigeron oreophilus) هو نوع من النباتات يتبع جنس الأريغارون من الفصيلة النجمية.